# Yashica
Yashica (株式会社ヤシカ) var en japansk kameratillverkare som startade 1949 i Nagano i Japan.
I Sverige marknadsfördes deras småbildskameror på 1960-talet av AB Fotomekano.
Yashica övertogs av Kyocera år 1983. De lade ned produktionen 2005 men varumärket återuppstod 2008 under kinesiska ägare.

Yashica-kameror och tillbehör
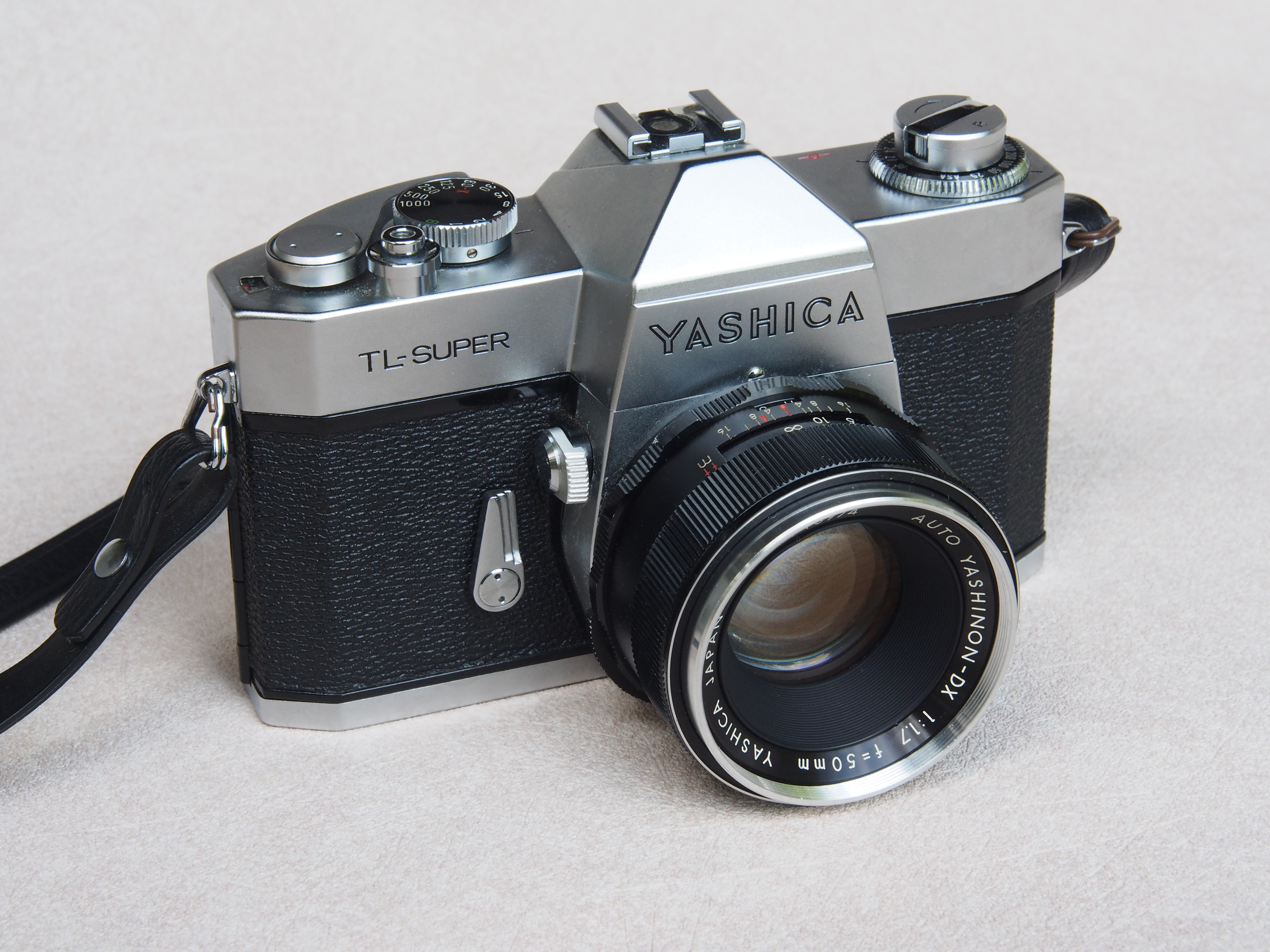
Yashica TL super
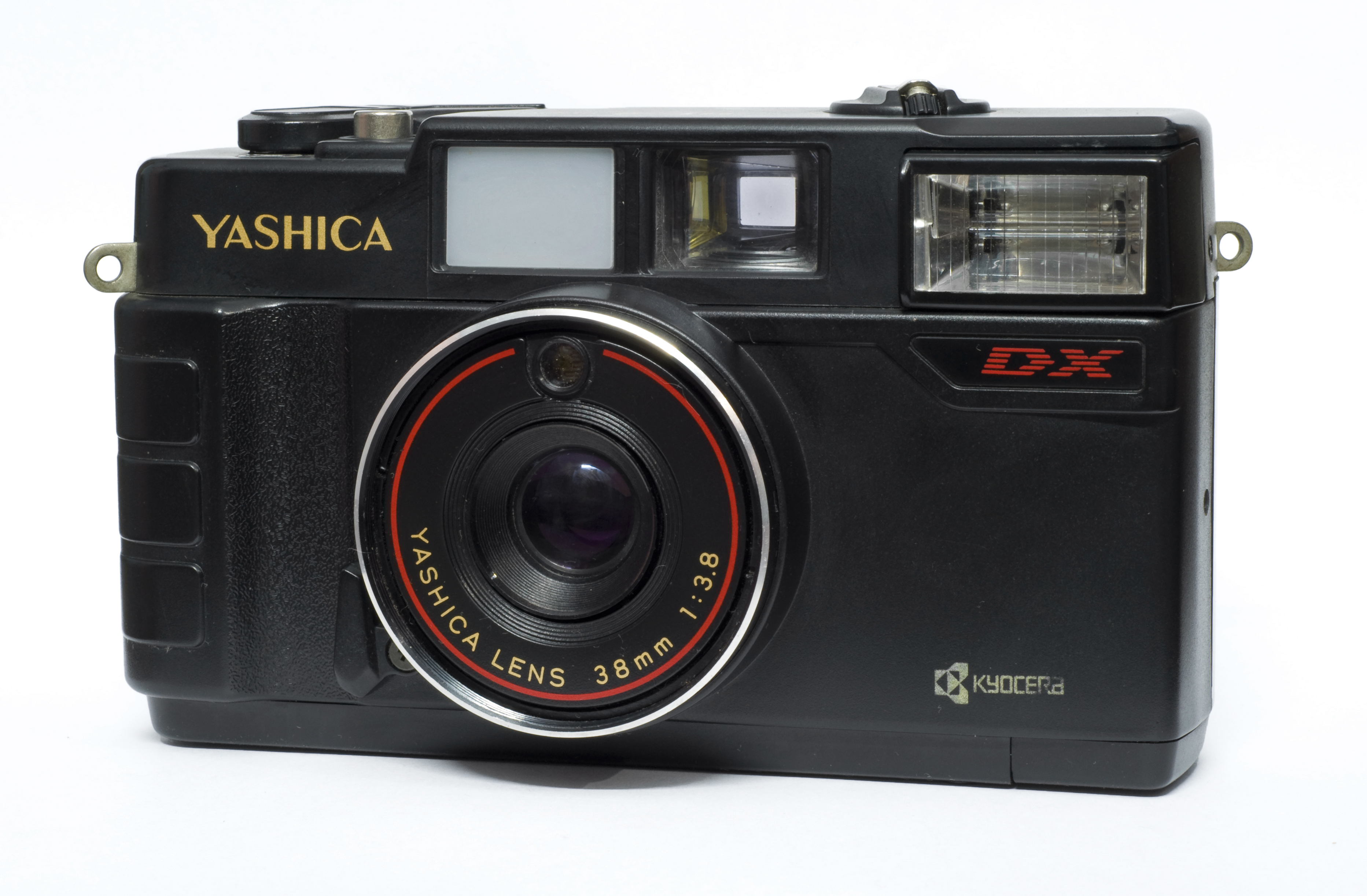
Yashica MF-2 super
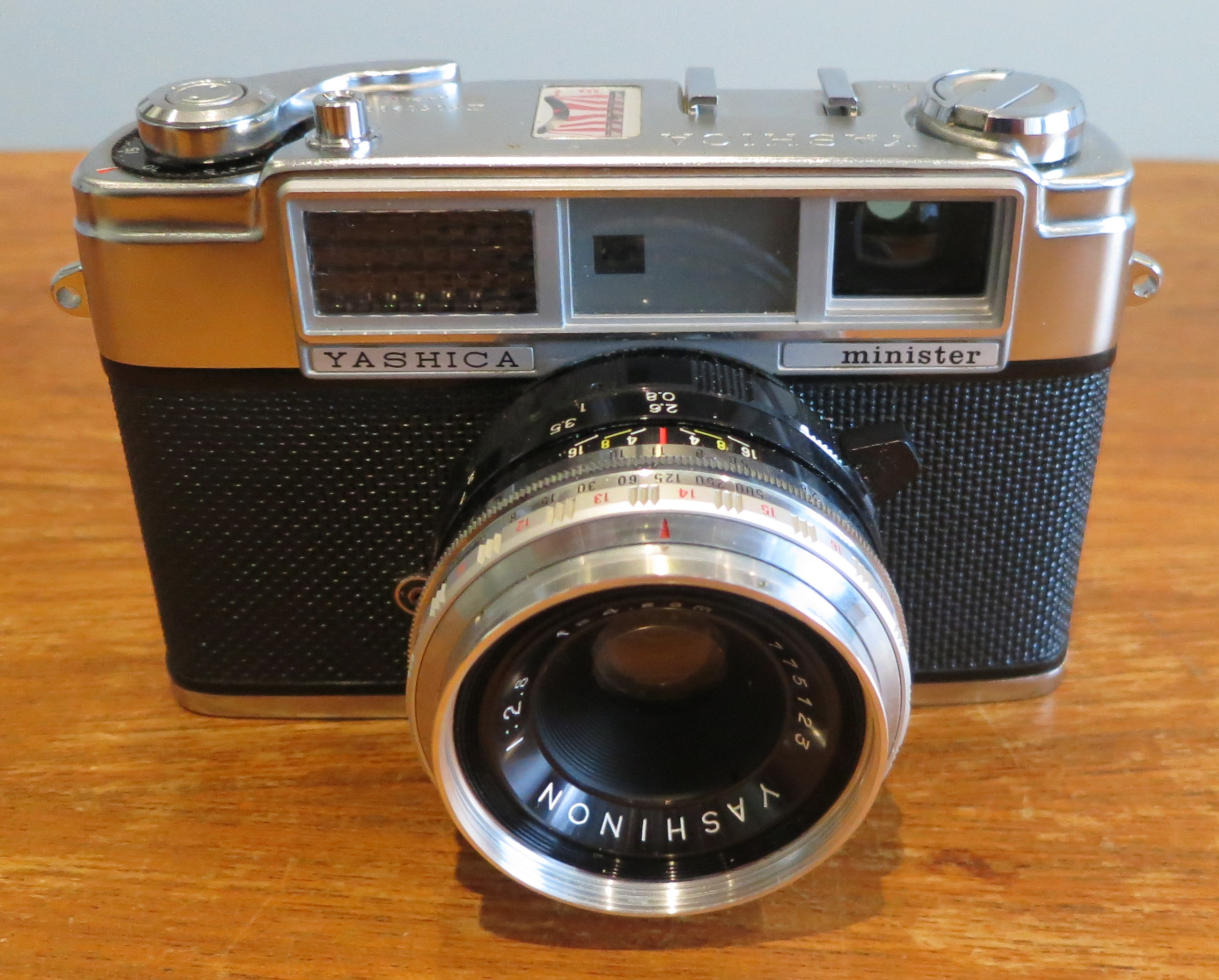
Yashica Minister II från 1962
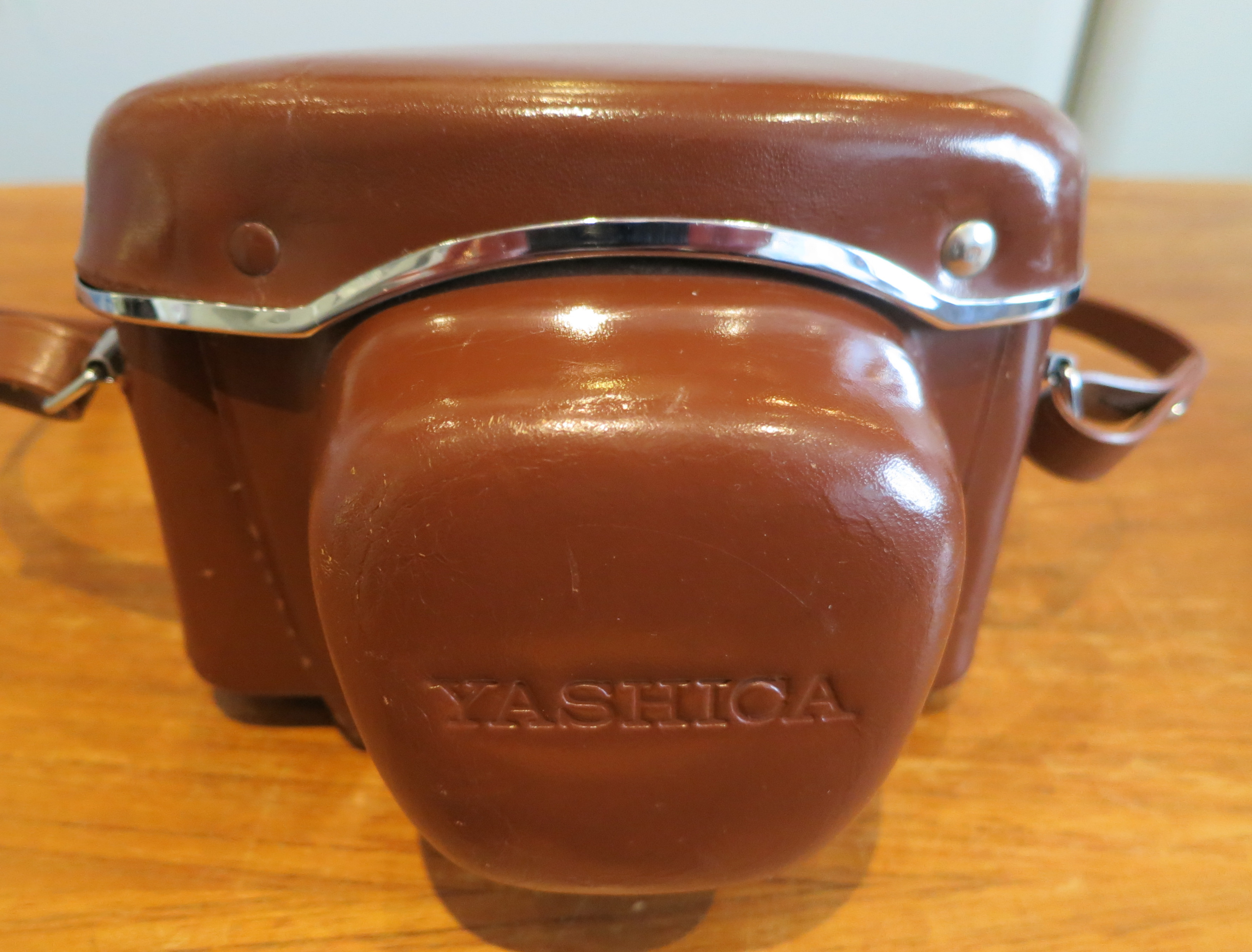
Fodral till Yashica Minister II
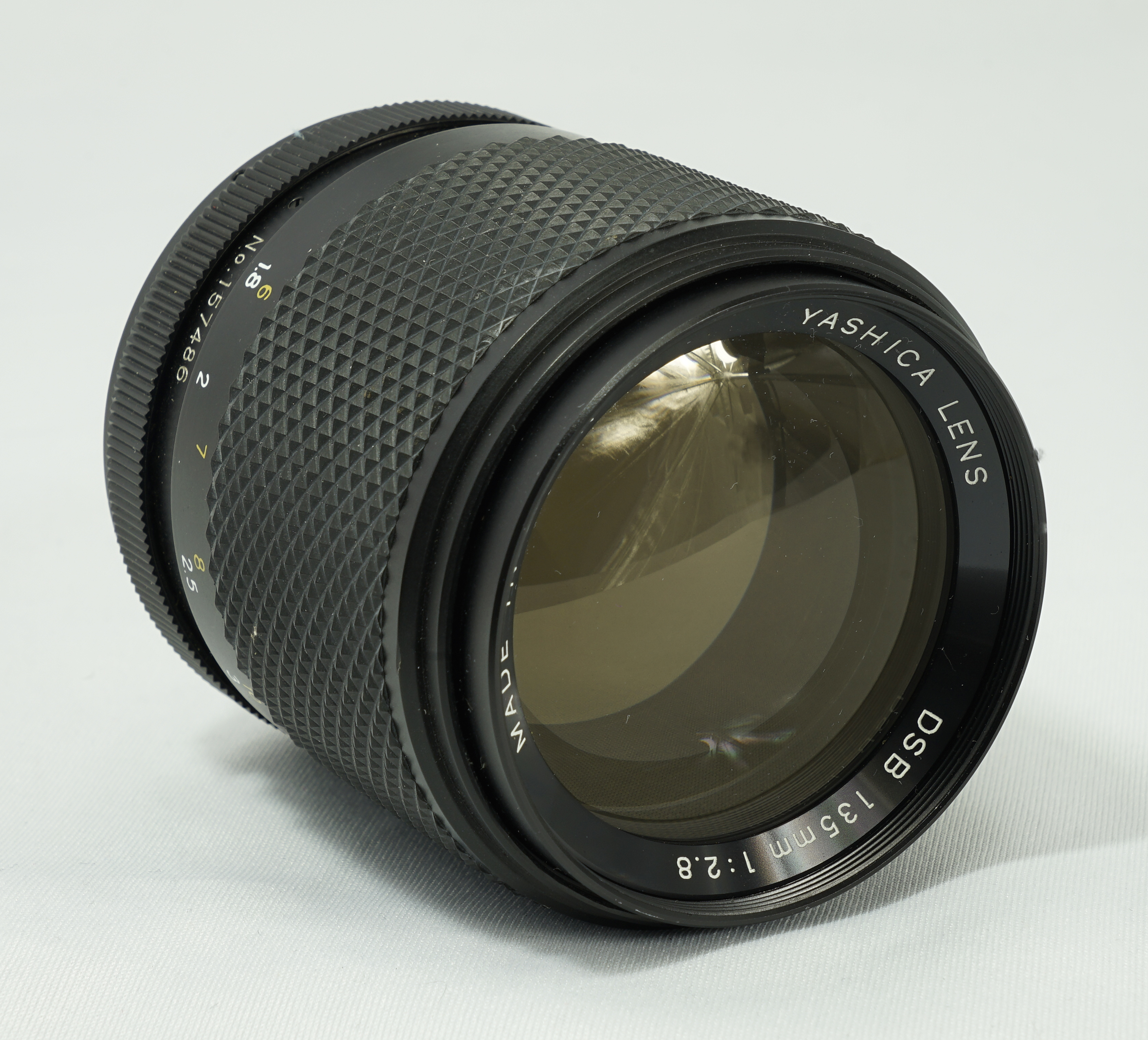
Yashica Yashinon DSB 135mm f2.8-objektiv